# Meli Malani
Meli Malani, född 17 november 1996, är en fijiansk simmare.
Malani tävlade för Fiji vid olympiska sommarspelen 2016 i Rio de Janeiro, där han blev utslagen i försöksheatet på 50 meter frisim.